# البطولة الوطنية المجرية 1945
البطولة الوطنية المجرية 1945 (بالمجرية: 1945-ös magyar labdarúgó-bajnokság)‏ هو الموسم 42 من البطولة الوطنية المجرية. أشرف على تنظيمه اتحاد المجر لكرة القدم، وكان عدد الأندية المشاركة فيه 12، وفاز فيه نادي أويبست.